# 赤肉 (栄養学)

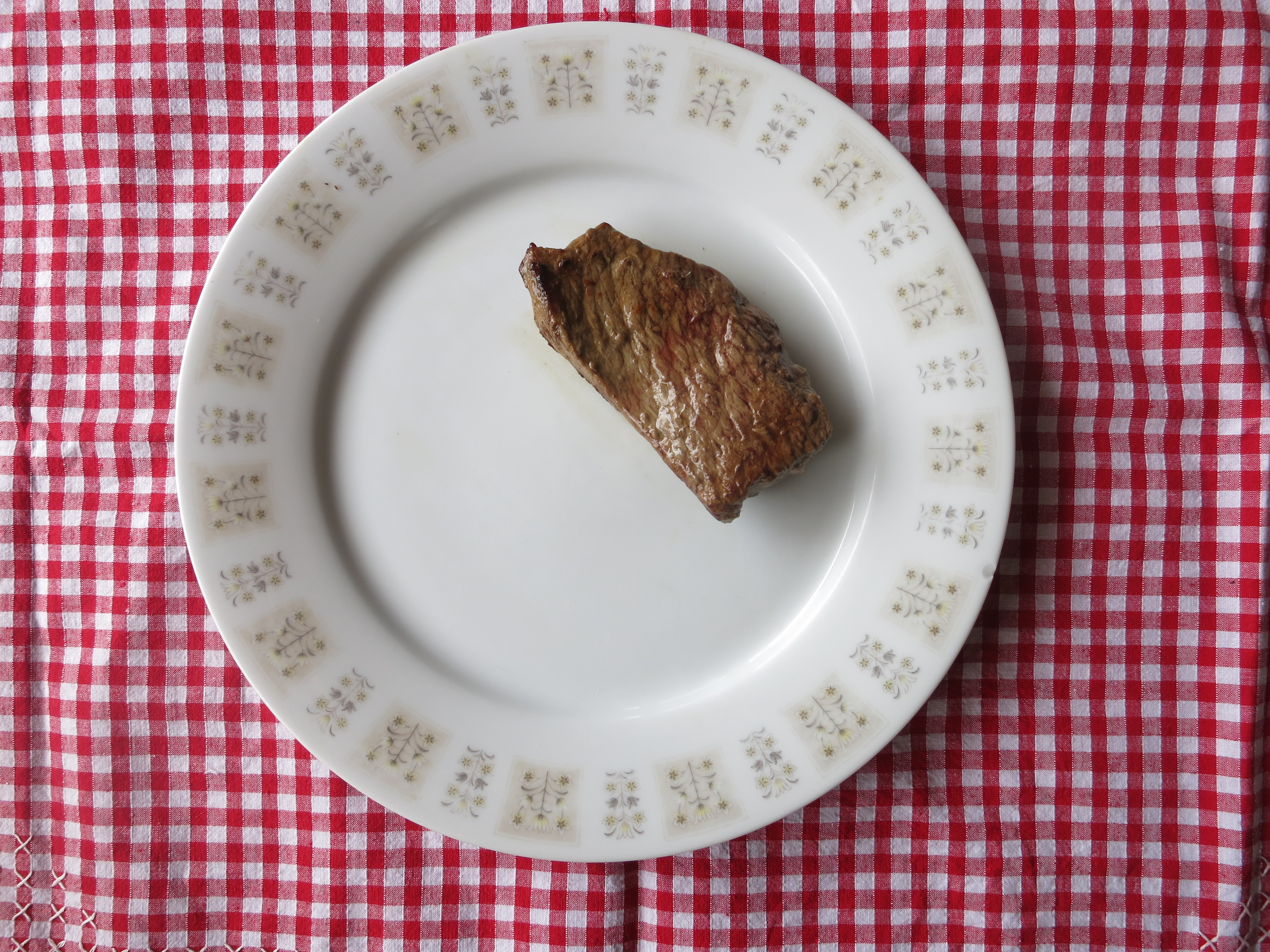
100gの生の赤肉が調理され65グラムに。

栄養学や疫学において赤肉（英：red meat）、赤身肉は、哺乳動物の肉で、牛豚羊馬ヤギの肉である。単に肉（食肉）のことである。家禽（鳥）や魚は含まない。さらにハム、ベーコン、ソーセージといった加工肉 (Processed meat) を分類し、こうした分類から食生活指針の推奨が構成される。
世界保健機関 (WHO) / 国際がん研究機関 (IARC) は、2015年に主に結腸直腸癌のリスクから、赤肉をおそらく発がん性がある2Aに分類した。加工肉は塩、塩漬け、発酵、燻製などの加工によって処理された肉であり、このグループ1（発がん性あり）に分類される。2007年には、世界がん研究基金 (WCRF) が週に赤肉500g以下を個人の目標として、また公衆衛生上の目標を週に300g以下とし、加工肉についてはできるだけ食べないよう推奨している。これらをうけての日本での検討では平均摂取量の少なさから諸外国より弱い関連性がみられたが、「日本人のためのがん予防法」の目標には採用されていない。ハーバード大学医学部の見解では、赤身肉や加工肉は確かに体に悪く、赤身肉よりも白身肉が比較的推奨されるというエビデンスが蓄積されつつある。しかし、食事を炭水化物中心から動物性タンパク質中心に切り替えた場合に、認知機能の改善が見られたということである。

## 肉
2016年の文献レビューでは、1日100グラム以上の肉が消費された時のリスク増加は、脳卒中と乳がんで11%、心血管疾患死亡率は15%、結腸直腸がん17%、前立腺がん19%であった。また、別の研究は82グラムあたりのリスク増加を見出しており（右図）、1日42グラム以下とした場合、死亡リスクは7.6-9.3%低下する。
|            | 赤肉    | 加工肉  |
| ---------- | ------- | ------- |
| 死亡リスク | 13%増加 | 20%増加 |
| 心血管     | 10%増加 | 18%増加 |
| がん       | 16%増加 | 21%増加 |

肉に含まれるヘム鉄は無機鉄と同様に、発がん性物質のN-ニトロソ化合物（ニトロソアミンなど）の生成を促進したり、脂質過酸化生成物 (LPO) の形成を触媒したりする可能性がある。また、特に火の上での高温調理は複素環式芳香族アミンのような発がん性物質を生成する。メディア、特に畜産産業は健康的な食事の一環として肉の消費を奨励しているが、ハーバード公衆衛生大学院によれば、肉の摂取量が多い場合、結腸直腸がん、心臓疾患、糖尿病のリスクが高まることがこれまでの研究で示されているため、家禽（鳥）、魚、豆など他のタンパク質源に比べると、健康を保つために最適な食事ではない。ミオグロビンの量が肉の色を決めており、豚では鶏や魚より多いことから、赤肉に分類される。
地中海食では、特別な日にだけ肉を食べており、こうした食習慣は理想的である。
2015年のアメリカの食生活指針では、持続可能性（サステナビリティ）の概念が導入され、人間の健康と天然資源を維持するために赤肉と乳製品の消費を抑えることに言及している。
2002年の世界保健機関の報告書では、動物性タンパク質の摂取量が60gから20gに減少すると、カルシウム必要量が240mg減少するという推定がある。

## 加工肉
亜硝酸ナトリウムや硝酸ナトリウムといった食品添加物（発色剤）や、燻製処理は、N-ニトロソ化合物（ニトロソアミンなど）や多環芳香族炭化水素 (PAH) のような発がん性物質を生成する。これらを使わない加工肉は「無塩せき」と呼ばれ、中小企業の商品に多い。ハーバード公衆衛生大学院の解説では、硝酸塩が使われていないという加工肉は、しばしば天然の硝酸塩が豊富なセロリジュースで保存されており、安全性を判断するにはデータは不十分で、肉自体に他の発がん性物質の形成を促進する物質があるため、硝酸塩が使われていないとする加工肉でも、特別に扱わないということが最善であるとした。塩分や脂肪分も多い傾向にある。
この分類は肉の加工肉となっているが、ここに含まれない鶏肉（チキン）七面鳥（ターキー）のホットドッグやベーコンよりは、そうでない未加工の鶏肉や七面鳥を食べた方が良い。
イギリスの保健省は、赤肉、加工肉の摂取量を1日あたり70グラムにまで減らすことを勧めている。
2002年の世界保健機関の報告書では、動物性タンパク質の摂取量が60gから20gに減少すると、カルシウム必要量が240mg減少し、同様にナトリウムが2.3mg減少するとカルシウム必要量も同じだけ減少するという推定がある。

## 癌
2007年には、世界がん研究基金 (WCRF) が週に赤肉500g以下を個人の目標として、また公衆衛生上の目標を週に300g以下とし、加工肉についてはできるだけ食べないよう推奨している。
2015年、世界保健機関 (WHO)の一機関である 国際がん研究機関 (IARC) は、主に結腸直腸癌のリスクから、赤肉をおそらく発がん性がある2Aに分類している。加工肉は塩、塩漬け、発酵、燻製などの加工によって処理された肉であり、グループ1に分類される。
これらの指定などに続いて、日本でも国立がん研究センターが19件の研究に基づいて、赤肉、加工肉と大腸がんとの関連は「可能性あり」としており、日本人の平均的な摂取量が諸外国より少ないため、弱い判定結果になったと考えられた。明確でないことから「日本人のためのがん予防法」の目標には採用されていない。。
IARCの発がん性物質の指定はリスクの大きさを考慮しておらず、ハーバード公衆衛生大学院の推定では、がんのみに限ると世界で喫煙による年間死亡者数は100万人である一方、加工肉1日50グラムの消費増加では3.4万人の死亡増加と少ないことが示されるが、これをさらに心血管疾患、糖尿病、結腸直腸がんとすると2013年のデータがあり、加工肉の摂取量が多いことに起因する年間死亡者は64.4万人である。
2016年にアメリカがん研究協会 (WCRF) と世界がん研究基金は、加工肉の消費による胃がんリスクの増加を報告した。
がん研究機関のキャンサー・リサーチUK支援のもとでオックスフォード大学が実施した2019年の分析では、赤肉や加工肉を週に4回以上摂取している場合には、2回未満の人々より結腸癌のリスクが20%高いことが判明した。2019年の43の研究からのメタアナリシスでは、赤肉を毎日100グラムごとに胃がんの相対危険度が1.26倍、加工肉の胃がんの相対危険度は毎日50グラムごとに1.72倍であった。
日本人の赤肉・加工肉の平均摂取量が一日あたり63g（赤肉50g、加工肉は13g）と低いため癌リスクに与える影響は無いか、あっても小さいと考えられるが、日本でも摂取量の多い男性上位10%は結腸がん発生率が1.37倍となるとの報告や、牛肉の摂取量が一番低かったグループに比べ最も高いグループでは、男性で下行結腸がんのリスクが、女性では腸がんリスクが高くなる、また、豚肉摂取が最も多いグループでは女性の下行結腸がんリスクが高く、加工肉摂取頻度が最も多いグループの女性で結腸がんリスクは高い。鶏肉では顕著な癌リスク増加は認められなかった。これらの結果から赤肉の摂取により結腸がんリスクが上昇することが示唆されている。

## メンタルヘルス
赤肉を殆ど食べない菜食主義者は抑うつや、不安症状の人が多いという横断研究の結果がある。推奨量以下または推奨量以上の赤肉を食べる人は推奨量内の赤肉を食べる人や女性に比べて抑うつや、不安症状の人が多いという横断研究や、赤肉を殆ど食べない菜食主義者は抑うつや、不安症状の人が多いという横断研究の結果がある。。
Critical Reviews in Food Science and Nutritionに掲載されたUrska Dobersekらはレビューで、肉食とメンタルヘルスに関するオンラインデータベース上の論文を検証し結果を発表した。肉食とメンタルヘルスに関する研究には信頼性に幅があるが、6840の論文を精査し、中から信頼性のある18件の論文が見つかった。それらの研究のうち11件は肉の摂取を控えることが心理的健康の悪化と関連していることを示し、3件は肉を摂取しない人の方が良い結果があることを示し、4件は曖昧であった。この結果に対しUrskaらは研究デザインおよび/または厳密性の欠如により、因果関係を推論することは不可能であり、推論されるべきではない。しかしながら、我々の研究は全体的な心理的健康効果のために肉の摂取を避けることを支持していない。としている。